# Operation Nickel Grass

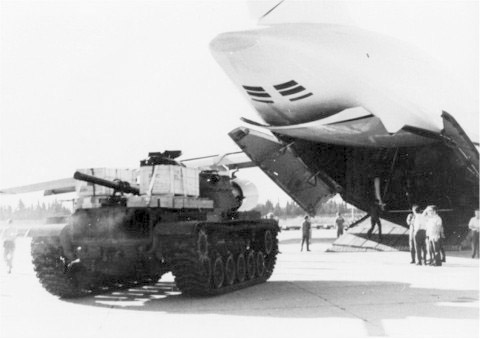
Ein M60-Panzer wird während der Operation Nickel Grass aus einer Lockheed C-5 Galaxy der USAF ausgeladen

Die Operation Nickel Grass (von der englischen Redewendung Throw a nickel on the grass, etwa Eine Münze ins Gras werfen) war eine strategische Lufttransport-Operation während des Jom-Kippur-Krieges vom 12. Oktober bis zum 14. November 1973, mit der Israel durch die USA unterstützt wurde. Auf 567 Flügen versorgte die US Air Force (USAF) Israel mit 22.325 Tonnen Panzern, Geschützen, Munition, Versorgungsgütern aller Art sowie mit Kampfflugzeugen. Im Einsatz waren schwere Transportflugzeuge der Typen Lockheed C-141 Starlifter und Lockheed C-5 Galaxy. Die Operation Nickel Grass trug maßgeblich dazu bei, dass die Streitkräfte Israels sich schnell von den anfänglichen Verlusten des Krieges erholten. Die neunstündigen Flüge führten von der Ostküste der USA über den Atlantik (Zwischenlandung zum Tanken auf der Base Aérea das Lajes auf der portugiesischen Azoreninsel Terceira) und das Mittelmeer nach Israel.

## Vorgeschichte
Israel wurde durch den Angriff Ägyptens und Syriens am 6. Oktober 1973 überrascht, konnte aber bereits bis zum 14. Oktober den arabischen Vormarsch zum Stehen bringen und ging anschließend zum Gegenangriff über. Die Verluste sowie der Verbrauch militärischen Materials waren auf israelischer Seite groß. Am 9. Oktober richtete Israels Premierministerin Golda Meir einen Aufruf an die Staaten der Welt, ihr angegriffenes Land zu unterstützen. Kurz zuvor hatten die arabischen Staaten mit dem Einstellen der Öllieferung an alle Staaten gedroht, die Israel unterstützen würden. Dennoch – und nicht zuletzt, weil die Sowjetunion ihrerseits mit Waffenlieferungen nach Ägypten und Syrien begann – sagte US-Präsident Richard Nixon als einziger umgehend Unterstützung zu.
Zunächst sollten zivile Fluggesellschaften den Transport übernehmen. Allerdings fand sich außer der staatlichen Fluggesellschaft Israels, El Al, kein Unternehmen dazu bereit, weil diese befürchteten, die Landeerlaubnis in den arabischen Ländern zu verlieren. Die ersten El Al-Maschinen mit Nachschub landeten bereits am 10. Oktober in Israel. El Al hatte nur Passagiermaschinen. Zum Transport von Fahrzeugen und größeren Waffensystemen hätte sie Transportflugzeuge gebraucht.

## Ablauf

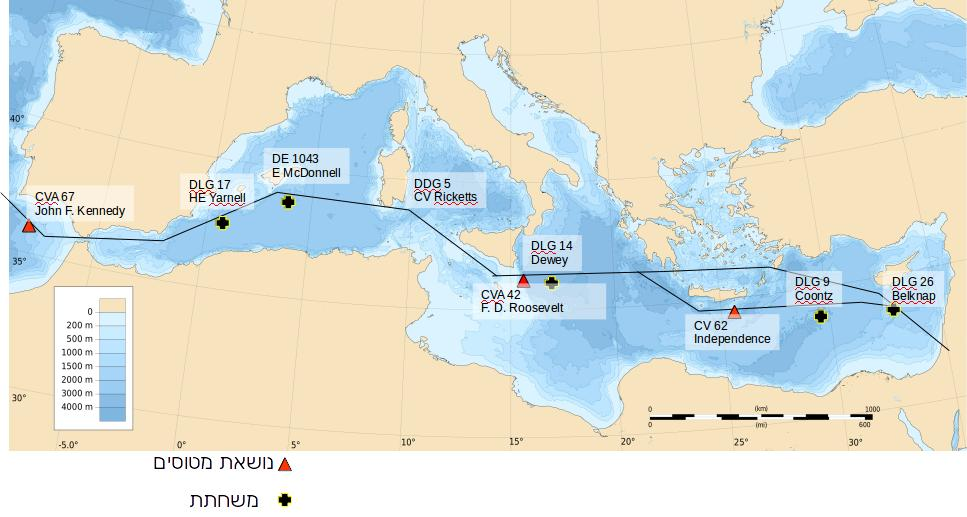
Verlauf der US-Transportroute 1973, exakt entlang der Grenze zwischen den gesperrten Lufträumen Westeuropas im Norden sowie der arabischen Staaten im Süden

Am 14. Oktober, dem endgültigen Stillstand der Front, entschied Präsident Nixon, dass die US-Luftwaffe den Transport übernehmen und alles schicken sollte, „… was fliegen kann...“. Neun Stunden nach dieser Anweisung hoben die ersten Maschinen mit Ziel Israel ab. Angesichts der arabischen Ölboykott-Drohung verweigerten die meisten europäischen Staaten den US-Maschinen Überflug- und Landerechte, sodass Maschinen losflogen, bevor geklärt war, ob und wo sie für das nötige Auftanken auf dem Weg nach Israel würden landen können. Lediglich Portugal bot seine Unterstützung an. Während sich die Flugzeuge in der Luft befanden, wurde der US-Luftwaffenstützpunkt Lajes Field auf der Azoreninsel Terceira als Auftankstation gewählt. Darüber hinaus zwangen die europäischen Länder die US-Streitkräfte dazu, auch Versorgungsgüter für ihre Truppen auf dem Kontinent über Lajes umzuleiten. Innerhalb kurzer Zeit wurde der Stützpunkt auf der Insel erweitert, sodass er 1300 zusätzliche Mitglieder des Flughafenpersonals aufnehmen konnte.

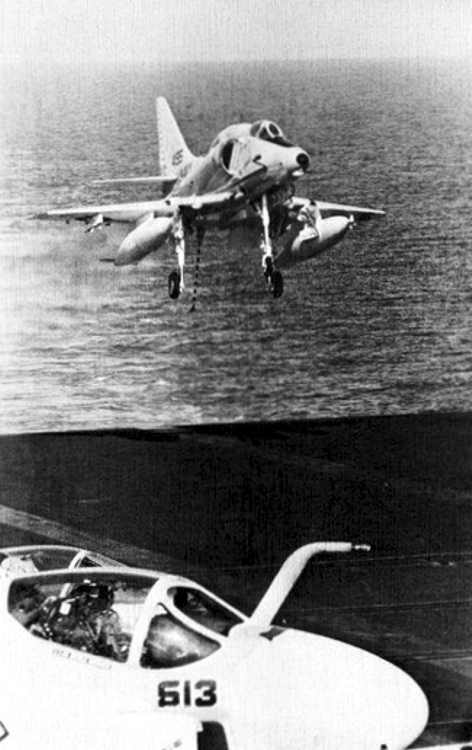
Eine A-4E landet auf dem Weg nach Israel auf der Franklin D. Roosevelt im Mittelmeer

Von Lajes aus flogen die Transporter mit Geleitschutz durch Kampfflugzeuge der US Air Force. Sie konnten sich nur in einem Korridor über das Mittelmeer bewegen, der sich zwischen den Lufträumen der europäischen und der arabischen Staaten befand. Auf dem Mittelmeer waren alle 300 Meilen Schiffe der US Navy stationiert und alle 600 Meilen ein Flugzeugträger. Per Funk gab es mehrfach Angriffsdrohungen unidentifizierter arabischer Kampfflugzeuge, die jedoch nie tatsächlich angriffen. Rund 150 Meilen vor der Küste Israels übernahmen McDonnell F-4 Phantom II und Dassault Mirage III bzw. IAI Nesher der Israelischen Luftwaffe den Geleitschutz bis zum Flughafen Ben Gurion nahe Tel Aviv. Nach der Landung luden US- und israelische Soldaten die Lieferungen aus. Unter anderem wurden Panzer des Typs M60, M109-Panzerhaubitzen, bodengebundene Radarsysteme, Sikorsky CH-53 Sea Stallion-Hubschrauber, Artilleriegeschütze, Munition, AIM-9 Sidewinder-Luft-Luft-Raketen und Bauteile für Jagdbomber des Typs Douglas A-4 Skyhawk geliefert. Weitere 36 A-4 aus Beständen der U.S. Navy wurden direkt nach Israel geflogen. Sie wurden auf dem Weg nach Israel dreimal in der Luft betankt und machten auf dem Flugzeugträger Franklin D. Roosevelt, der südlich von Sizilien kreuzte, eine Pause zur Übernachtung der Besatzungen.
Die israelische Luftwaffe hatte während der arabischen Offensive zahlreiche Kampfflugzeuge verloren, insbesondere weil die Araber überraschend die damals neuen sowjetischen mobilen Flugabwehrraketen-Systeme 2K12 Kub einsetzten. Israel kaufte den USA deshalb 36 gebrauchte Kampfflugzeuge des Typs McDonnell F-4 Phantom II ab, die aus Beständen der United States Air Forces in Europe (USAFE) stammten. Die Maschinen wurden von US-Piloten zum israelischen Flughafen Ben Gurion geflogen. Dort wurden neue Hoheitszeichen aufgemalt; die originale Tarnbemalung der USAF blieb unverändert. Viele dieser Maschinen flogen wenige Stunden nach der Übergabe an die Front. Mit diesen Verstärkungen war es Israel möglich, starke Gegenangriffe zu Lande und in der Luft durchzuführen.
Nach dem Ende des Jom-Kippur-Krieges mit dem Waffenstillstand vom 24. Oktober 1973 wurden die Versorgungsflüge in geringerem Umfang noch bis zum 14. November fortgesetzt, um die israelischen Streitkräfte wieder auf ihre Vorkriegsstärke zu bringen. Am Ende hatten die USA mit der Luftbrücke 22.325 t an Versorgungsgütern aller Art nach Israel gebracht; zusätzlich wurden bis zum 30. Oktober per Seetransport insgesamt 33.210 t angeliefert. Die Sowjetunion lieferte in der gleichen Zeit 12.500 bis 15.000 t per Lufttransport, wovon mehr als die Hälfte an Syrien ging, sowie weitere 63.000 t per Schiff, ebenfalls hauptsächlich nach Syrien.

## Auswirkungen
Die arabischen Staaten machten ihre Drohung wahr und drosselten über die OPEC sofort ihre Erdöl-Förderung und erklärten ein Öl-Embargo gegenüber den USA, sodass die Preise in die Höhe schossen, was zur ersten Ölkrise führte.
Den US-Militärstrategen war die Abhängigkeit ihrer Luftwaffe von Landeplätzen zur Betankung offenbart worden. Dies wurde von der USAF als eine Schwachstelle erkannt, die es unbedingt zu beseitigen galt, falls denn noch einmal ähnliche Einsätze notwendig werden sollten. Als Konsequenz wurden die Kapazitäten zur Luftbetankung ausgebaut und neue Flugzeugmodelle für Langstreckenflüge ausgelegt. Dementsprechend wurden alle im Einsatz befindlichen Lockheed C-141 Starlifter umgebaut bzw. modernisiert.
Bewährt hatte sich das Transportflugzeug Lockheed C-5 Galaxy. Während der Operation Nickel Grass transportierte die voluminöse Maschine mit nur 145 der insgesamt 567 Flüge 48 Prozent der gesamten Fracht, darunter sperriges Gut wie Panzer und Hubschrauber, die in kein anderes Flugzeugmodell passten. Damit war das umstrittene Rüstungsprojekt legitimiert und die US-Regierung gab das verbesserte Modell C-5B in Auftrag, das modernisiert noch heute im Einsatz ist.

## Bedeutung der Operations-Bezeichnung
Die Operationsbezeichnung „Nickel Grass“ geht zurück auf eine Redewendung aus dem Jargon amerikanischer Jagdflieger „Throw a nickel in the grass, save a fighter pilot's ass.“ und diese wiederum auf einen Brauch aus der Zeit, als ein Anruf von einem öffentlichen Telefon einen Nickel kostete. Mit dem Werfen eines Nickels in das Gras ermöglichte man einem anderen Menschen, der den vielleicht gerade dringend brauchte, einen Telefonanruf und damit z. B. die glückliche Heimkehr.